# لسر کلاندین
انجیرک، علف بواسیر در عربی مامیران ربیعی، بورغة ربیعیة (نام علمی: Ficaria verna) نام یک گونه از تیره آلالگان است.